# Solen (gruppo musicale)
Solen è un gruppo musicale svedese formatosi nel 2012. È costituito dai musicisti Erik Hillborg, Gustav Karlsson, Nils Dahlqvist e Johan Kilström.

## Storia del gruppo
I Solen si sono fatti conoscere col terzo album in studio Känslor säljer/Miljonär (2017), classificatosi 11º nella Sverigetopplistan e candidato per il Grammis al rock dell'anno.
Il loro disco più recente, dal titolo Idol, è uscito nella seconda metà del 2023.

## Formazione
- Erik Hillborg – voce, chitarra
- Gustav Karlsson – chitarra
- Nils Dahlqvist – basso
- Johan Kilström – tastiere, chitarra

## Discografia

### Album in studio
- 2012 – Solen
- 2014 – Till dom som bryr sig
- 2017 – Känslor säljer/Miljonär
- 2021 – Totalmusik
- 2023 – Idol

### Singoli
- 2014 – Ossians sånger
- 2014 – Förlorare
- 2014 – Solguden
- 2014 – Kom kom kom
- 2016 – Miljonär
- 2017 – Därför jag vill inte
- 2021 – Mitt nya liv
- 2021 – Fjärran stränder
- 2022 – Lilla blå
- 2023 – Lovikka
- 2023 – Malin